# Michel Tombereau
Michel Tombereau, né le 31 mai 1945 à Nîmes, est un enseignant en SVT, peintre, et associé-gérant d'entreprise.

## Biographie
Il a été professeur au lycée Charles-Gide d'Uzès, ainsi qu'au collège Jean Vilar de Saint Gilles.
Sa fille Clémence, née en 1978, écrit sous le pseudonyme de « Dumper »,.

### Engagements
Il est candidat à l'élection municipale de 2014 au Grau-du-Roi sur la liste divers droite conduite par Léopold Rosso.
En 2019, il apporte son soutien à la candidature d'Yvan Lachaud aux élections municipales de 2020 à Nîmes.

## Sujets
Ses œuvres s'inspirent de la Camargue, des taureaux, des chevaux, des abrivados, des manades et des fleurs.

## Expositions
- Le Grau-du-Roi, Villa Parry[7]